# هنلی، استافوردشر
هنلی (به انگلیسی: Hanley) یک شهرک در بریتانیا است که در استوک-آن-ترنت واقع شده‌است.